# 刘登林
刘登林（1954年1月—），北京人，中华人民共和国外交官，曾任中华人民共和国驻也门共和国特命全权大使。